# Калініна Марія Федорівна
Марія Федорівна Калініна (нар. 14 вересня 1971, Москва, СРСР) — переможниця першого в СРСР конкурсу краси «Московська красуня», що проходив в 1988 році. 

## Біографія
По жіночій лінії походить від князя Федора Олексійовича Куракіна (1842-1914). 
Щойно закінчивши середню школу, в 1988 році Марія виграла перший в СРСР конкурс краси — «Московська красуня». Після цього вона отримала роботу в модельному агентстві «Бурда Модені», працювала в європейських країнах. 
У 1990 році приїхала в США , залишилася там жити і працювати. 
Грала в театрі, знімалася в декількох рекламних роликах, в італійському фільмі «Обережно, перебудова» (1990) і в американському фільмі жахів «Залишитися в живих» (2006) — в ролі графині Єлизавети Баторі. 
Живе в Каліфорнії, працює тренером по кундаліні-йоги. Вегетаріанка.